# Adam Whitelock
Adam Whitelock (* 17. April 1987 in Palmerston North, Neuseeland) ist ein ehemaliger neuseeländischer Rugby-Union-Spieler, er spielte auf der Position des Innendreiviertels. Seine Brüder George Whitelock und Sam Whitelock sind ebenfalls ehemals und sein Bruder Luke Whitelock gegenwärtig neuseeländische Rugby-Union-Spieler. Außerdem ist sein Vater Braeden Whitelock ein ehemaliger Rugbyspieler für die Junior All Blacks und sein Großvater Nelson Dalzell war ein neuseeländischer Rugbynationalspieler.
Wie seine Brüder ging er auf der Highschool in Feilding zur Schule. 2006 zog Whitelock nach Christchurch, um auf der University of Canterbury zu studieren. Anfangs spielte er dort für die U-21 seines Vereins Christchurch High School Old Boys RFC sowie für die U-19 der Canterbury RFU und für die zweite Mannschaft von Canterbury, bevor er für die erste Mannschaft seines Vereins auflief. Aufgrund seiner dortigen Leistungen spielt er seit 2008 für die erste Mannschaft von Canterbury in der neuseeländischen Rugbymeisterschaft. Zusammen mit seinen Brüdern George und Sam wurde er mit Canterbury 2008, 2009, 2010 sowie 2011 Meister. Sein Bruder Luke spielt seit 2011 ebenfalls bei Canterbury.
2009 debütierte er bei den Crusaders im Super Rugby, bei denen George und Sam auch spielen. 2009 und 2010 scheiterte er mit ihnen im Halbfinale und 2011 im Finale der internationalen Meisterschaft.
2014 wurde er in die neuseeländische Rugby-Union-Nationalmannschaft berufen.
Heute arbeitet Whitelock als Makler für Wohnimmobilien.